# Presidente João Goulart
Presidente João Goulart és un barri de la ciutat brasilera de Santa Maria, Rio Grande do Sul. El barri està situat al districte de Sede.

## Villas
El barri amb les següents villas: João Goulart, Vila Fredolina, Vila Nova, Vila Operária, Vila Schirmer.

## Galeria de fotos
| Itararé Menino Jesus    | Itararé / Campestre do Menino Deus | Campestre do Menino Deus Km 3 |
| Menino Jesus            |                                    | Km 3                          |
| Nossa Senhora das Dores | Nossa Senhora das Dores / Km 3     | Km 3                          |